# حطیطه (جغتای)
حطیطه، روستایی از توابع بخش جغتای شهرستان جغتای در استان خراسان رضوی ایران است.

## جمعیت
این روستا در دهستان جغتای قرار دارد و براساس سرشماری مرکز آمار ایران در سال ۱۳۸۵، جمعیت آن ۳۸۱ نفر (۱۰۲خانوار) بوده‌است.